# André Vilas Boas
André Vilas Boas (Vila do Conde, 4 de junho de 1983) é um futebolista português, que joga habitualmente a médio (centro/defensivo), podendo também jogar a defesa central.
Actualmente joga pelo Rio Ave.

## Títulos
- Porto:
  - Primeira Liga: 2003–04